# L'Homme à la Rolls (série télévisée, 1994)
Ne doit pas être confondu avec L'Homme à la Rolls.
L'Homme à la Rolls
L'Homme à la Rolls (Burke's Law) est une série télévisée américaine en 27 épisodes de 45 minutes produite par Aaron Spelling et diffusée entre le 7 janvier 1994 et le 27 juillet 1995 sur le réseau CBS.
En France, elle a été diffusée à partir d'octobre 1994 sur France 2 puis rediffusée sur TMC entre 1995 et 2002. Elle reste inédite dans les autres pays francophones.

## Synopsis
Amos Burke est devenu chef adjoint de la police de Los Angeles et il collabore avec son fils inspecteur Peter Burke.

## Distribution
- Gene Barry (VF : Daniel Ceccaldi)  : Amos Burke
- Peter Barton (en) (VF : Vincent Violette)  : Peter Burke
- Danny Kamekona (en) (VF : Georges Lycan)  : Henry
- Bever-Leigh Banfield : Lily Morgan
- Dom DeLuise (VF : Philippe Dumat): Vinnie Piatte

## Épisodes

### Première saison (1994)
1. Qui a tué la starlette ? (Who Killed the Starlet?)
2. Qui a tué le roi de la mode ? (Who Killed the Fashion King?)
3. Qui a tué le privé ? (Who Killed Nick Hazard?)
4. Qui a tué la reine de beauté ? (Who Killed the Beauty Queen?)
5. Qui a tué le roi Léo ? (Who Killed the Host at the Roast?)
6. Qui a tué le magicien ? (Who Killed Alexander the Great?)
7. Qui a tué Cassandra Drake ? (Who Killed the Soap Star?)
8. Qui a tué Roméo ? (Who Killed Romeo?)
9. Qui a tué l'avocat ? (Who Killed the Legal Eagle?)
10. Qui a tué le bon vieux Charlie ? (Who Killed Good Time Charlie?)
11. Qui a tué la poule aux yeux d'or ? (Who Killed the Romance?)
12. Qui a tué ce chien de Tom ? (Who Killed Skippy’s Master?)
13. Qui a tué le taux d'écoute ? (Who Killed the Anchorman?)

### Deuxième saison (1995)
1. Qui a tué le grand chef ? (Who Killed the World’s Greatest Chef?)
2. Qui a tué le fou des volants ? (Who Killed the Motorcar Maverick?)
3. Qui a tué Marshall Gaines ?(Who Killed the Gadget Man?)
4. Qui a tué le psychanaliste ?(Who Killed the Highest Bidder?)
5. Qui a tué l'animateur ? (Who Killed Mr. Game Show?)
6. Qui a tué le gardien de plage ? (Who Killed the Lifeguard?)
7. Qui a tué la grande fille modèle ? (Who Killed the Centerfold?)
8. Qui a tué le roi de l'or noir ? (Who Killed the Movie Mogul?)
9. Qui a tué le fabricant de jouets ? (Who Killed the Toy Maker?)
10. Qui a tué le roi du néfaste-food ? (Who Killed Cock-a-Doodle Dooley?)
11. Qui a tué le roi du sauna ? (Who Killed the King of the Country Club?)
12. Qui a tué le parfumeur ? (Who Killed the Sweet Smell of Success?)
13. Qui a tué le producteur ? (Who Killed the Hollywood Headshrinker?)
14. Qui a tué l'as des aces ? (Who Killed the Tennis Ace?)